# Perseo trionfante
Perseo trionfante, talvolta nota come Perseo con la testa di Medusa, è una scultura in marmo realizzata tra il 1797 e il 1801 da Antonio Canova. Alta 235 centimetri, attualmente è esposta nel Cortile Ottagono dei Musei Vaticani, nella Città del Vaticano.
Presso il Metropolitan Museum of Art di New York si conserva una seconda versione della statua, mentre il gesso del Perseo viene conservato alla Gipsoteca canoviana di Possagno.

## Storia
La statua fu originariamente commissionata dal tribuno francese Onorato Duveyriez. La concezione dell'opera risale al 1797 (o è addirittura precedente) mentre è datato tra la fine del 1800 e gli inizi del 1801 il periodo in cui Canova la scolpì effettivamente. 
La proprietà di Duveyriez fu di breve durata: dapprima vi fu un tentativo di acquisto da parte di Giuseppe Bossi per la decorazione dell'ambizioso progetto del Foro Bonaparte a Milano, quindi quello definitivo di papa Pio VII. Napoleone, al termine della campagna d'Italia del 1796-1797, ordinò infatti di prelevare l'Apollo del Belvedere dal Vaticano per collocarlo a Parigi. Il trasferimento della statua di Apollo, parte dell'ampio fenomeno delle spoliazioni napoleoniche, condusse papa Pio VII a cercare una soluzione per rimpiazzare la scultura sottratta e non più esposta nel Cortile del Belvedere. Nel 1802, quindi, acquisì a sua volta il Perseo e lo collocò proprio dove in precedenza si trovava la figura di Apollo. L'accoglienza riservata all'opera di Canova fu particolarmente positiva (che fu anche soprannominata il Consolatore, per la funzione ad essa attribuita di sostituzione dell'opera rubata), al punto tale che quando la statua post-ellenistica fu restituita e rientrò a far parte delle collezioni vaticane nel 1815, si decise comunque di tenere esposte ambedue le sculture: in una cornice generalmente destinata alle grandi opere della classicità, la scelta di papa Pio VII di conservare anche il Perseo consacrò definitivamente la carriera di Canova, paragonato ai maestri del passato.
Per la superbia del risultato, il pontefice decise di nominare lo scultore Cavaliere dello Speron d'oro. Si trattò dell'unica onorificenza che Canova, pur ostile alle cerimonie ufficiali, ricevette personalmente. In tale occasione si narra che papa Pio VII "di sua mano la croce dell'ordine equestre dello speron d'oro al petto gli compose", comportamento che, rompendo il protocollo, mostrava a tutti la stima del pontefice verso l'artista, oramai considerato il "nuovo Fidia".

### Seconda versione
Una seconda versione venne commissionata dalla contessa polacca Waleria Tarnowska nel 1804. Secondo il contratto doveva risultare "nell'insieme somigliante all'altra conservata ai Musei Vaticani". In un catalogo delle opere più note di Canova del 1816, quest'ultimo la menziona come una replica, esposta in Polonia, della prima versione, seppure con qualche piccola variazione (difatti è considerata più raffinata e caratterizzata da un approccio maggiormente poetico nella sua concezione). Dal 1967 è esposta al Metropolitan Museum of Art di New York.

## Descrizione

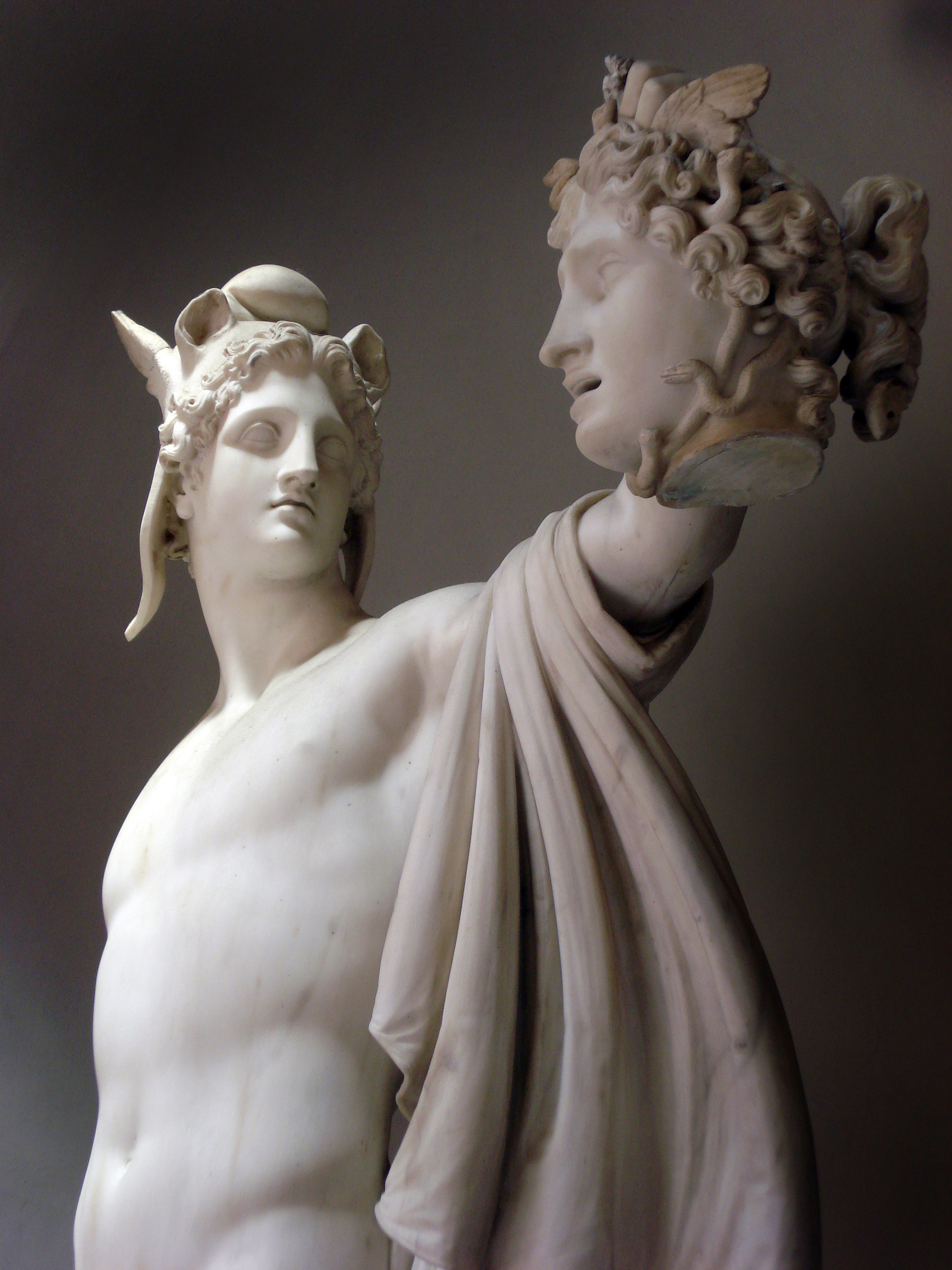
Dettaglio della parte superiore della scultura.

La statua raffigura Perseo, personaggio della mitologia greca celebre per aver ucciso la gorgone Medusa. La  scelta di Canova coglie proprio il momento in cui l'eroe, avendo già trionfato sulla gorgone, ne tiene in mano la testa decapitata. La sua posa è frontale e caratterizzata da movimenti maestosi, mentre lo sguardo dell'uomo è diretto alla testa mozzata. Secondo la letterata Isabella Teotochi Albrizzi, tra le prime commentatrici dell'opera, il momento di rilassamento successivo all'azione, così come inteso dallo scultore, è in grado di esprimere al contempo due principi contrapposti, ossia quelli dell' "ira cessante" e del "piacere nascente".

## Accoglienza
La statua, generalmente considerata un capolavoro del Canova e una delle sue produzioni più riuscite nel genere eroico, è in grado di evidenziare l'ammirazione che Canova aveva per l'arte classica e testimonia il suo desiderio di competere con essa. Con un'opinione ambivalente, il critico d'arte Carl Ludwig Fernow affermò che "ogni occhio deve posarsi con piacere sulla bellissima superficie (del Perseo), anche qualora la mente dovesse vedere disattese le sue speranze di godimento alto e puro".

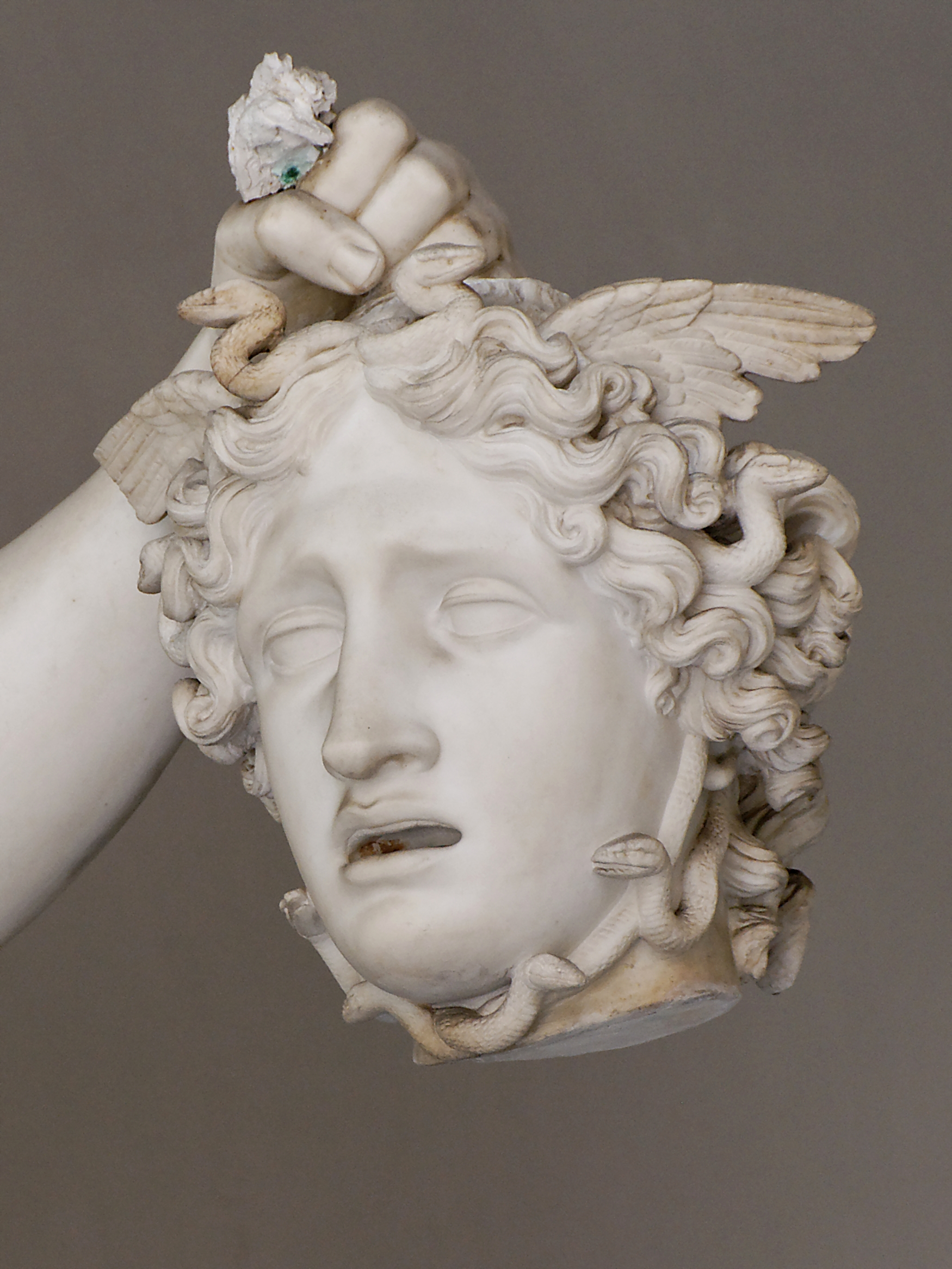
Dettaglio della testa di Medusa.

Nonostante il suo successo, il Perseo subì ugualmente delle critiche a causa del suo aspetto, considerato secondo taluni troppo "apollineo", adatto a una divinità ma non a un eroe. L'atteggiamento complessivo della figura fu quindi giudicato eccessivamente "aggraziato", non degno della raffigurazione di un guerriero. Lo storico dell'arte Leopoldo Cicognara ironizzò sulla vicenda, sottolineando come i critici, non potendo attaccare l'esecuzione impeccabile del Perseo, tentarono di screditarne proprio la concezione sottostante.

## Influenza
La concezione della scultura fu notevolmente ispirata dall'Apollo del Belvedere, di cui Canova conservava una copia in gesso nel proprio studio, nonché dalla Medusa Rondanini, che funse da modello a cui ispirarsi per scolpire la testa di Medusa.